# Spatulosia legrandi
Spatulosia legrandi là một loài bướm đêm thuộc phân họ Arctiinae, họ Erebidae.